# Noah Chivuta
Noah Sikombe Chivuta, né le 25 décembre 1983 à Ndola (Zambie), est un footballeur international zambien qui joue comme milieu de terrain pour le club sud-africain des Free State Stars.

## Biographie
Avec l'équipe de Zambie, Chivuta participe à la Coupe d'Afrique des nations 2010 et atteint les quarts de finale. Il fait partie de l'équipe victorieuse de l'édition 2012.